# Tacna (Arizona)
Tacna és una concentració de població designada pel cens dels Estats Units a l'estat d'Arizona. Segons el cens del 2000 tenia 555 habitants.

## Demografia
Segons el cens del 2000, Tacna tenia 555 habitants, 194 habitatges, i 149 famílies La densitat de població era de 113,4 habitants/km².
Dels 194 habitatges en un 37,1% hi vivien nens de menys de 18 anys, en un 66% hi vivien parelles casades, en un 7,2% dones solteres, i en un 22,7% no eren unitats familiars. En el 18% dels habitatges hi vivien persones soles el 8,8% de les quals corresponia a persones de 65 anys o més que vivien soles. El nombre mitjà de persones vivint en cada habitatge era de 2,86 i el nombre mitjà de persones que vivien en cada família era de 3,25.
Per edats la població es repartia de la següent manera: un 30,3% tenia menys de 18 anys, un 7,6% entre 18 i 24, un 25,9% entre 25 i 44, un 19,1% de 45 a 60 i un 17,1% 65 anys o més.
L'edat mediana era de 36 anys. Per cada 100 dones de 18 o més anys hi havia 97,4 homes.
La renda mediana per habitatge era de 25.556 $ i la renda mediana per família de 26.354 $. Els homes tenien una renda mediana de 26.875 $ mentre que les dones 23.750 $. La renda per capita de la població era d'11.197 $. Aproximadament el 22,4% de les famílies i el 25,1% de la població estaven per davall del llindar de pobresa.

## Poblacions més properes
El següent diagrama mostra les poblacions més properes.